# Antonio Bonghi
Antonio Bonghi (Bergamo, ... – Bergamo, 2 marzo 1484) è stato un giurista italiano.

## Biografia
Antonio Bonghi era membro di un'importante famiglia bergamasca presente sul territorio cittadino dal Duecento e divenuta politicamente rilevante nel secolo successivo unendosi alle famiglie guelfe che occupavano un ruolo di spicco sia a Bergamo che nei paesi della val Seriana. A lui si deve la stesura dello statuto di Bergamo del 1453. La biblioteca civica Angelo Mai ne conserva una copia autenticata arricchita di postille ai margini. Il codice conservato nella Sala Ia presenta nella parte inferiore della prima pagina lo stemma della famiglia Bonghi e il ritratto del giurista in abiti da giudice.
Antonio Bonghi abitava in via Arena dove ebbe molte controversie con la congregazione della Misericordia Maggiore a causa della Domus Magna e dei lavori che dovevano essere eseguiti per ampliarla.
Molti furono i suoi incarichi pubblici. Fu nominato nunzio del Maggior Consiglio cittadino conseguente alla delibera dell'8 aprile 1449, con l'incarico, con altri rettori, di unire gli undici ospedali presenti sul territorio e di crearne uno grande unico che potesse soddisfare il fabbisogno di Bergamo. Questa nomina fu approvata con la bolla pontificia del 21 giugno 1459 di papa Pio II e del governo veneziano il 18 ottobre 1458. Il 17 aprile 1457 fu inserito nell'elenco dei direttori e controllori anche dei lavori per la realizzazione del nuovo ospedale che verrà realizzato nella parte bassa della città di Bergamo dedicato a san Marco e fondato nel 1458. Fu inoltre nominato membro del Collegio dei giudici e nunzio del comune a Venezia facendo parte della delegazione presente nel castello di Malpaga per invitare il Colleoni a versare quanto promesso alla cittadinanza.
Fu presente, su richiesta del Colleoni, alla solenne cerimonia di stesura dell'atto che istituita il luogo Pio della Pietà. Nel documento il condottiero cedeva al comune di Bergamo numerose proprietà che dovevano restare inalienabili, per un valore di 2.000 ducati che dovevano servire a comporre il patrimonio necessario alla erogazione delle doti da elargire alle ragazze bisognose quale dote matrimoniale. Il Colleoni nell'agosto del 1472 nominò il Bonghi suo testimone ed esecutore testamentario, del nuovo atto che revocava quello stilato nel 1467. Con il Bonghi furono nominati altri personaggi tra i quali Abbondio Longhi e Alberto Quarenghi, suoi segretari.
Il Bonghi con gli altri doveva quindi risolvere le complesse situazioni che si svilupparono intorno al nuovo documento, per possibili diverse interpretazioni, in particolare il lascito di 100.000 ducati che il condottiero devolve alla Repubblica di San Marco inserito in un codicillo sempre del 1472. Questa attività lo rese importante e conosciuto a Bergamo, proprio per la sua qualità di serietà e incorruttibilità, portandolo ad avere numerosi nemici.
Nel 1475, secondo lo storico Donato Calvi, il Bonghi era a Trento ad assolvere l'incarico di auditore e giudice criminale nel complesso processo che accusava la comunità ebraica dell'omicidio del piccolo Simonino di Trento, omicidio compiuto a scopo rituale. Il processo si concluse con la condanna a morte di quattordici persone ritenute colpevoli. L'informazione riportata dal Calvi non è condivisa da altre fonti che descrivono minuziosamente il processo.
Il Bonghi morì assassinato il 2 marzo 1484. Per la sua morte furono fatte molte ipotesi: secondo il Calvi l'omicidio fu compiuto da un sicario inviato dagli ebrei trentini; fu invece, dalle autorità di Bergamo, accusato il conte trentino Paride da Lodrone, sposato con Maria Brembati figlia di Bartolomeo e antico consigliere del Colleoni, geloso del ruolo che aveva avuto il Bonghi presso il condottiero e condannato il 20 settembre 1484 in contumacia.